# Orem
Orem ist eine Stadt im Utah County im US-Bundesstaat Utah, am Ostufer des Utah Lake unterhalb der Wasatch Mountains. Das U.S. Census Bureau hat bei der Volkszählung 2020 eine Einwohnerzahl von 98.129 ermittelt.
Die Stadt schließt unmittelbar nördlich an den County Seat Provo an und stellt mit diesem den Kern der Provo–Orem-Metropolregion (Provo–Orem metropolitan area), die die Region um den Utah Lake umfasst.
Orem wurde 1919 als Gebietskörperschaft gegründet und ist nach Walter C. Orem benannt, der als Präsident der Salt Lake and Utah Electric Interurban Railroad 1914 die Eisenbahn von Salt Lake City nach Süden in das Tal des Utah Lake bauen ließ. In Orem befindet sich die Utah Valley University.
Die Provo–Orem-Metropolregion wurde 2012/13 von Gallup als lebenswerteste Stadt der USA ermittelt.

## Geschichte
Das Land unterhalb der Wasatch Mountains gehörte beim Eintreffen der ersten Weißen zum Streifgebiet der Ute-Indianer. Die ersten weißen Siedler waren Mormonische Pioniere, die als Angehörige der Kirche Jesu Christi der Heiligen der Letzten Tage (Mormonen) die Region landwirtschaftlich erschlossen. Sie siedelten sich aber zunächst an den Flussläufen aus den Wasatch Mountains zum Utahl Lake an und gründeten um 1850 die Orte Provo am Provo River, American Fork am American Fork River und Pleasant Grove am kleinen Battle Creek.
Die Uferebene des Utah Lakes, nördlich von Provo auf einer Höhe von durchschnittlich 1455 m wurde als Provo Bench bezeichnet und blieb lange unbesiedelt. Sie liegt zwar vor dem Ausgang des Provo Canyons aus den Wasatch Mountains, der Provo River fließt aber vor den Bergen nach Süden ab ins Stadtgebiet von Provo. Die Familie Cordner soll 1877 als erste einen ganzen Winter im Gebiet verbracht haben. Der sandige Boden mit guter Wasserversorgung eignete sich hervorragend für den Anbau von Obst, insbesondere Äpfeln, so dass die Region mit Obstplantagen und einzelnen, locker verteilten Farmhäusern erschlossen wurde. Von den ersten Häusern vor 1892 sind nur sechs erhalten, drei davon weitgehend im Originalzustand, darunter das Haus der Familie Bunnell, die die Apfelsorte Red Delicious in Orem und Utah eingeführt haben soll.
Der Provo Canyon bot hervorragende Voraussetzungen für die Nutzung der Wasserkraft, ein erstes kleines Kraftwerk ungefähr 5 km in den Canyon wurde schon 1898 errichtet, um die Gold- und Quecksilber-Bergwerke in Mercur am anderen Ufer des Utah Lake mit Energie zu versorgen. Als der Bedarf der Bergwerke stieg, wurde 1904 ein zweites, wesentlich größeres Kraftwerk am Ausgang des Canyons errichtet. Die meisten Bergwerke in Mercur schlossen um 1913, das letzte erst 1930. Als das Kraftwerk neue Abnehmer für den Strom suchte, wurden die Farmen des späteren Orem mit unter 1000 Einwohnern zu der Zeit zu einigen der frühesten an das Stromnetz angeschlossenen Nutzern in Utah. Das Kraftwerk ist bis heute in Betrieb, die technische Ausstattung wurde mehrmals ausgetauscht, aber das Gebäude ist nahe zu unverändert seit 1904.
In der Folge gründete sich die Salt Lake and Utah Electric Interurban Railroad von Walter Orem, der mittels einer elektrisch betriebener Eisenbahn die landwirtschaftlich genutzten Gebiete mit der Hauptstadt Salt Lake City verbinden wollte, damit die Güter schneller in die Stadt geliefert werden konnten. Die Bahn baute vier Haltepunkte und Bahnhöfe im Gebiet des späteren Orem, von denen zwei mit Lagerhallen und Laderampen besonders für den Güterverkehr eingerichtet waren. Der Aufschwung der landwirtschaftlichen Produktion und des Handels durch den Eisenbahnverkehr erlaubte die Gründung der Stadt Orem mit rund 1200 Einwohnern im Jahr 1919, bei der Suche nach einem Namen fiel die Wahl auf den Gründer der Bahngesellschaft. Als Gebietskörperschaft konnte Orem die Investitionen für eine Trinkwasserversorgung organisieren, die für 110.000 Dollar gegen die Ausgabe von Kommunalobligationen finanziert wurde.
Im Zweiten Weltkrieg wurden viele jüngere Männer aus Orem zur Armee eingezogen und die landwirtschaftlichen Betriebe vermissten ihre Arbeitskraft. Daraufhin wurde 1943 ein Kriegsgefangenenlager in Orem eingerichtet. In der Zwischenzeit, bis Gefangene vom europäischen Kriegsschauplatz nach Utah gebracht werden konnten, wurde ein Außenlager des Internierungslagers Topaz für die Internierung japanischstämmiger Amerikaner in Orem angelegt. Rund 200 Japaner und japanischstämmige Amerikaner, die von der Westküste verschleppt worden waren, und von denen viele bereits in der Landwirtschaft und insbesondere im Obst- und Gemüsebau gearbeitet hatten, kamen nach Orem, um für die Farmer der Stadt und der Region zu arbeiten. Im Herbst 1943 wurden sie durch kriegsgefangene Italiener ersetzt, diese wiederum wurden freigelassen und nach Hause gebracht, als der Krieg mit Italien endete und stattdessen rund 240 kriegsgefangene Deutsche in Orem eingesetzt wurden. Orem war nicht der einzige Ort in Utah, in den Kriegsgefangene gebracht wurden, weiter südlich in Salina lebten und arbeiteten rund 250 weitere Deutsche. Das Lager wurde nach Kriegsende und der Heimkehr der Gefangenen nicht aufgelöst, sondern diente einigen hundert Mexikanern als Wohnraum, die als Einwanderer und landwirtschaftliche Arbeiter in die Region kamen. Erst 1970 wurden die letzten Baracken abgerissen.
Ebenfalls im Zweiten Weltkrieg wurde 1942/43 am Ufer des Utah Lake, nordwestlich von Orem ein Stahlwerk errichtet, das die Kohle- und Erzvorkommen der Region nutzte und zunächst für die Rüstungsindustrie arbeitete. Es schloss 2001 und die Anlagen wurden 2004 nach China verkauft und abtransportiert.

## Orem heute
Die ehemaligen Obstplantagen sind heute nahezu vollständig in großflächige Vorstadtsiedlungen umgewandelt. Orem gehört zu der durchgehenden Agglomeration von Lehi bis Provo. Es ist im Süden mit Provo, im Norden mit Lindon zusammengewachsen, im Nordwesten liegt die kleine Industriesiedlung Vineyard um das ehemalige Stahlwerk. Im Zuge der Umwandlung von landwirtschaftlichen Flächen in Wohngebiete wuchs die Bevölkerung von Orem seit etwa den 1970er Jahren stark. Von der Brigham Young University in Provo ging Anfang der 1970er Jahre eine Technologie-Initiative aus, die unter anderem zur Gründung der WordPerfect Corporation, heute eine Niederlassung der Corel Corporation, in Orem führte. Sie und weitere Unternehmen verliehen der Stadt und der Region ein High-Tech-Image. In den folgenden Jahren entstanden zwei große und mehrere kleine Malls, die Kunden aus der ganzen Region anziehen. Die Einwohner sind überdurchschnittlich häufig Pendler und arbeiten in den wirtschaftlichen Zentren der Region, insbesondere Provo. Nur noch 0,1 % der Bevölkerung arbeiten in der Landwirtschaft. Die Bevölkerung von Orem liegt wirtschaftlich etwas unter dem Durchschnitt von Utah County, das Median-Einkommen pro Haushalt in Orem liegt bei 47.500 USD im Vergleich zu 56.000 USD in Utah County. Das Bildungsniveau der Stadt liegt wie ganz Utah über dem nationalen Durchschnitt und mit 35,3 % mit College-Abschluss etwa im Durchschnitt des Countys von 34,7 %.
Orem nimmt Zentralfunktionen in der Region wahr. So ist die Stadt der Sitz der Utah Valley University, der zweitgrößten Universität in Utah (Stand 2011). Außerdem befinden sich in Orem das Orem Community Hospital der Intermountain-Healthcare-Gruppe und das zur Hospital Corporation of America gehörende Timpanogos Regional Hospital.
Die Stadt wird durch den Interstate Highway 15 und den parallel verlaufenden U.S. Highway 89 in Nord-Süd-Richtung erschlossen. Der U.S. Highway 189, der durch die Wasatch Mountains nach Osten zum U.S. Highway 40 führt, zweigt südlicher in Provo ab und berührt das Stadtgebiet von Orem nur.

## Söhne und Töchter der Stadt
- LaVell Edwards (1930–2016), Football-Trainer und -Spieler
- Shauna Rohbock (* 1977), Bobfahrerin und Fußballspielerin
- Jennifer Hamson (* 1992), Volleyball- und ehemalige Basketballspielerin
- Matt Gay (* 1994), Footballspieler
- Jani Radebaugh (* 1970), Planetenwissenschaftlerin und Professorin für Geologie